# Bernd T. Matthias Prize
Der Bernd T. Matthias Prize ist ein Preis für Materialforschung zu Supraleitern. Er wurde nach Bernd T. Matthias benannt, der zahlreiche supraleitende Substanzen fand, und von Freunden von Matthias und ATT Bell Labs 1989 gestiftet. Seit 2000 wird es vom Texas Center for Superconductivity der University of Houston verliehen, dessen Gründungsdirektor Paul C. W. Chu ein Schüler von Matthias war.
Der Preis ist mit 6000 Dollar dotiert und wird alle drei Jahre verliehen. Er wird auf der International Conference on Materials and Mechanisms of Superconductivity (M2S) verliehen, wo die Preisträger auch einen Vortrag halten.

## Preisträger
- 1989 Theodore H. Geballe
- 1991 Hiroshi Maeda, Yoshinori Tokura für die Entdeckung von Supraleitern die zur Aufklärung essentieller Strukturen von Hochtemperatursupraleitern führten. Maeda synthetisierte Ende 1987 Bi-Sr-Ca-Cu-O mit 105 Grad Kelvin Sprungtemperatur.
- 1994 Paul C. W. Chu (University of Texas, Houston), Bernard Raveau (Universität Caen), M. K. Wu (Columbia University) für herausragende Entdeckungen von Kupferoxiden mit gemischten Valenzen, die den Horizont von Hochtemperatursupraleitern erweiterten.
- 1997 Bertram Batlogg, Robert J. Cava für ihre führende Rolle bei der Erforschung einer Reihe von Supraleitern mit einer kreativen Mischung aus Chemie, Materialwissenschaften und Physik.
- 2000 M. Brian Maple für seine Pionierarbeiten zum allgemeinen Verständnis der Supraleitung und insbesondere dessen Verbindung zu Magnetismus.
- 2003 Jun Akimitsu für neuartige Supraleiter Magnesiumdiborid (MgB2), Bi-Sr-Cu-O, Nd-Ce-Sr-Cu-O und komprimierter (Sr, CA)14Cu24O41, die zu Fortschritten bei der Sprungtemperatur führten, neue Forschungsfelder eröffneten und neue Wege für die Herstellung von Supraleiter-Drähten eröffneten.
- 2006 Frank Steglich für die Entdeckung (1979) von  CeCu2Si2 und dem zugehörigen neuartigen elektronischen Zustand, was das neue Forschungsfeld der Festkörperphysik von Schweren Fermionen eröffnete (Schwere-Fermionen-Supraleitung).
- 2009  Yoshiteru Maeno, für seine Entdeckung von  Sr2RuO4 als Plattform, die es ermöglicht einige ungewöhnliche Eigenschaften von Supraleitung zu erforschen, und Hideo Hosono für die Entdeckung eisenhaltiger Hochtemperatursupraleiter (LaO1-xFxFeAs als erster der Fe-Pnictide, 2008).
- 2012 Dirk Johrendt (Universität München) für seine Rolle bei der Entdeckung von  BaFe2As2 und anderer Materialien die die Forschung von eisenhaltigen Hochtemperatursupraleitern beförderten, und Ivan Bozovic und James Eckstein für grundlegende und nachhaltige Forschung zu neuartigen Synthesen und Herstellungsmethoden von Supraleitern.
- 2015 Xianhui Chen (University of Science and Technology of China)  für seine Entdeckung von (Li,Fe)OHFe(Se,S), Ybx(Me)yHfNCl (Me= NH3 und THF), und dotiertem Phenanthren. Zachary Fisk für die Entdeckung von  UBe13, UPt3, ThCoC2 und LaRhSi3 und für die Aufklärung der Rolle von Schweren Fermionen und dem Fehlen von Inversions-Symmetrie bei Supraleitung. Zhongxian Zhao (Chinesische Akademie der Wissenschaften) für die Entdeckung von RE(O,F) und (RE)O1-xFeAs (RE = seltene Erde) mit einer Sprungtemperatur bis 55 Kelvin, und die Demonstration einer Grenze in der Sprungtemperatur bei eisenbasierten Supraleitern im Volumen (das heisst nicht mit eingeschränkter Geometrie).
- 2018 Katsuya Shimizu für seine Entdeckung von Supraleitung in nicht-supraleitenden Elementen unter hohem Druck mit Sprungtemperaturen bis 29 Kelvin.
- 2022 Mikhail Eremets für seine bahnbrechenden Untersuchungen der Supraleitung in wasserstoffreichen Verbindungen unter hohen Drücken und bei Temperaturen über 200 Kelvin.